# Homoneura extera
Homoneura extera är en tvåvingeart som beskrevs av Leander Czerny 1932. Homoneura extera ingår i släktet Homoneura och familjen lövflugor. Inga underarter finns listade i Catalogue of Life.